# LOTAR Eilat

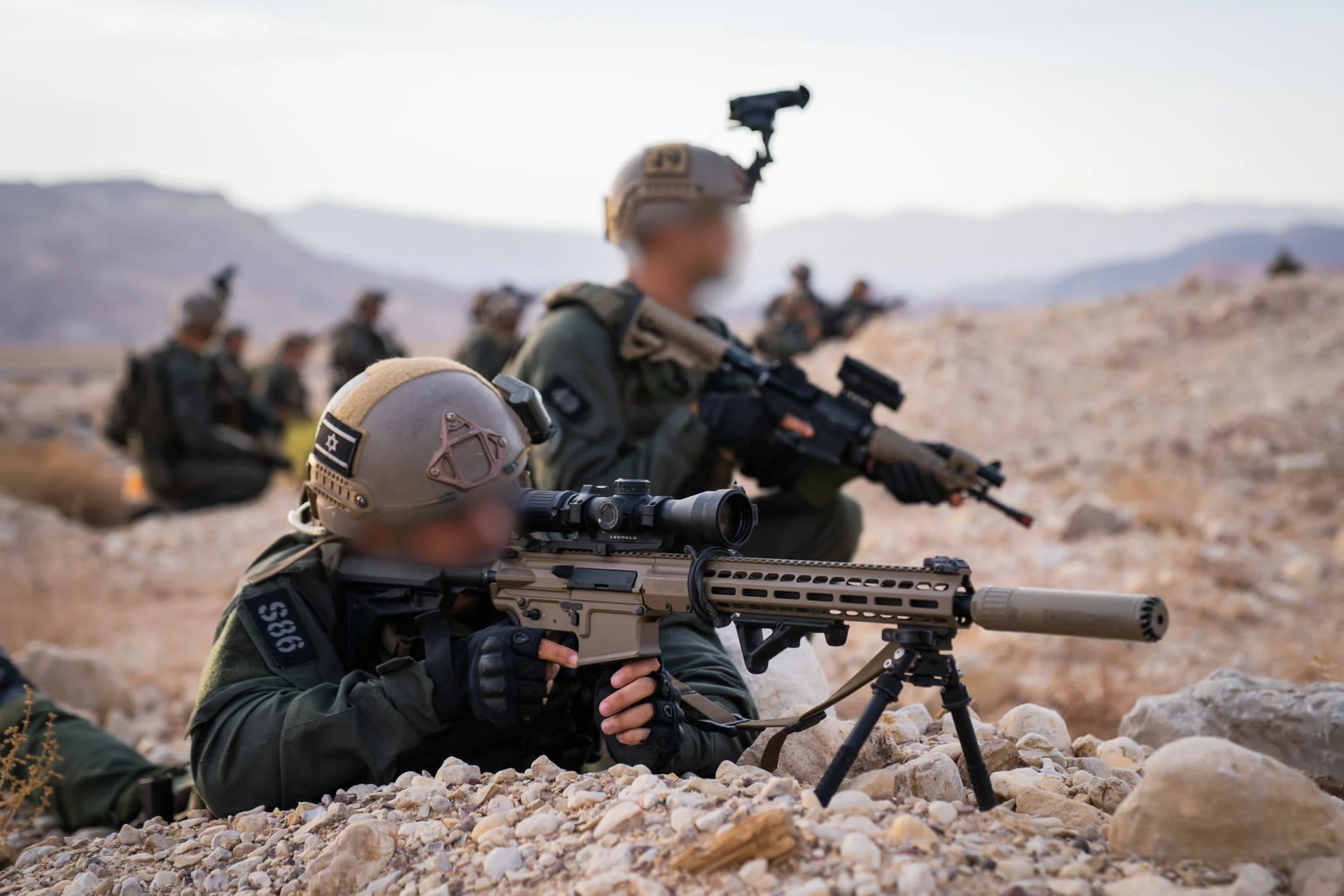
Un miembro de la unidad LOTAR Eilat disparando un fusil de francotirador Barrett REC-10.

LOTAR Eilat (en hebreo: לוט"ר אילת) es una unidad militar de operaciones especiales de las FDI que vela por la seguridad de los habitantes y los turistas de Eilat frente a posibles amenazas terroristas y también son un equipo de rescate de rehenes. A diferencia de las otras unidades dentro del Ejército israelí, Lotar Eilat está integrada únicamente por reservistas entre 20 y 60 años que viven en la zona del distrito del sur de Israel y se hacen voluntarios de esta unidad. En su servicio militar regular en el Ejército, algunos formaron parte de diferentes unidades de élite, y actualmente se aprovechan de su entrenamiento y experiencia para formar parte de esta unidad.
Eilat es una de las ciudades de Israel con más turistas. Diariamente llega una gran cantidad de autobuses con turistas de otros países del mundo que vienen a visitar las playas y los hoteles de esta ciudad del sur del país. Debido a su lejanía de los otros centros urbanos del país, y su proximidad a las fronteras de Israel con Egipto y de Israel con Jordania, hace que esta ciudad sea un lugar muy vulnerable ante los ataques terroristas que pueden alterar la tranquilidad de la zona. Es en este contexto donde aparece la unidad Lotar Eilat.
Debido a que la ciudad está alejada del centro del país, se necesita una fuerza de lucha contra el terrorismo capaz de responder de manera inmediata, y es por ello que los integrantes de la unidad Lotar deben estar siempre preparados para la acción. En el momento cuando hay que actuar, deben dejar lo que están haciendo, y ponerse manos a la obra. El tiempo en que se presentan en el lugar de los hechos es muy breve, ya que deben responder a las situaciones de emergencia rápidamente. Una vez que suena la alarma, los comandos tienen exactamente 7 minutos para llegar a un lugar determinado, y luego disponen de 7 minutos más para ponerse los uniformes y el equipo de combate. El tiempo total son unos 14 minutos.
Los comandos deben ser capaces de actuar rápidamente, gracias a que varias veces al año, estos hombres se encuentran para realizar simulacros y para entrenar en caso de una eventual situación de riesgo.
En 1989 realizaron su primera operación, cuando un soldado jordano se infiltró en Israel, entró en el Kibbutz Lotan y secuestró un rehén. El equipo Lotar Eilat respondió al incidente y llevó a cabo con éxito una incursión en la casa, neutralizando al soldado jordano y liberando al rehén.
Desde entonces, el equipo ha participado en diferentes operaciones tanto en tierra como en el aire. Los comandos están entrenados para responder a situaciones peligrosas en autobuses con rehenes, en hogares o en lugares públicos, pero también están capacitados para rescatar aviones secuestrados.
En septiembre de 1995, un avión de pasajeros iraní fue secuestrado por un individuo emocionalmente perturbado. La unidad resolvió el incidente con éxito y después de las negociaciones el secuestrador se entregó sin causar daños mayores.
Tan sólo 5 años después, un secuestrador tomó el control de un avión que volaba de Daguestán hasta Moscú con 50 pasajeros a bordo, con una bomba falsa. El avión aterrizó y finalmente el secuestrador decidió entregarse, debido a la presión que fue ejercida sobre el mismo. La unidad Yamam de la policía israelí también participó en esta operación.
En octubre de 2000, esta unidad se vio en la necesidad de participar en diferentes operaciones a causa de los constantes enfrentamientos entre Israel y grupos de militantes palestinos durante el conflicto de la segunda intifada.
Últimamente, la unidad ha formado parte de un incidente en un conocido hotel de la ciudad de Eilat, en el que un ciudadano estadounidense que era empleado del mismo hotel, abrió fuego provocando la muerte a una persona y posteriormente decidió refugiarse en una de las habitaciones del hotel. Los agentes intentaron negociar su rendición, pero debido a la resistencia del atacante y a sus disparos, las fuerzas del orden se vieron obligadas a abrir fuego contra el hombre que había despertado el pánico entre los clientes del hotel que en aquellos momentos se hallaban descansando durante la festividad judía de Sukkot.
Debido al rendimiento de la unidad en los entrenamientos y al éxito de la misma en sus operaciones, Lotar Eilat es considerada como una de las mejores unidades de fuerzas especiales de las FDI, junto a unidades como Sayeret Matkal o Shayetet 13.